# Diffusione di Knudsen

Rappresentazione schematica di una particella sotto diffusione di Knudsen all'interno di un poro cilindrico. Sono indicati il diametro del poro (d) e il cammino libero medio della particella (l).

La diffusione di Knudsen è un caso particolare del fenomeno di diffusione di materia che avviene quando una particella (ad esempio una molecola) diffonde all'interno di uno spazio che ha dimensioni paragonabili o più ristrette rispetto al cammino libero medio della particella stessa.
Siccome il cammino libero medio delle molecole allo stato liquido è molto ridotto, nella pratica si ha diffusione di Knudsen solo per sostanze allo stato gassoso.

Un esempio di diffusione di Knudsen è il moto di molecole all'interno di pori aventi un diametro ridotto (intorno a 2-50 nm); in tal caso il numero di urti che avvengono tra le molecole e le pareti del poro è uguale o maggiore rispetto al numero di urti che avvengono tra due molecole.
Per discriminare tra diffusione di Knudsen e altre tipologie di diffusione si utilizza il numero di Knudsen: nel caso in cui il fenomeno della diffusione di Knudsen sia predominante, il numero di Knudsen è molto più grande di 1, mentre se il numero di Knudsen è uguale o minore di 1 intervengono altri meccanismi di diffusione.

## Coefficiente di diffusione di Knudsen
Nel caso di diffusione di Knudsen, il coefficiente di diffusione di materia è pari al coefficiente di diffusione di Knudsen {\displaystyle D_{KA}} di una specie chimica (A), che a sua volta è dato dall'espressione:
{\displaystyle {{D}_{KA}}=4850\cdot {{d}_{p}}{\sqrt {\frac {T}{{M}_{A}}}}}
dove:
- {\displaystyle d_{p}} è il diametro del poro (in cm);
- {\displaystyle M_{A}} è la massa molare della sostanza diffondente (in kg/mol);
- T è la temperatura del sistema (in K).